# Az év embereinek listája
A Time magazin által adományozott „Az év embere” titulus birtokosainak listája.
Az év embere mintájára 1989-ben Mihail Szergejevics Gorbacsovot „Az évtized emberének” és 1999-ben Albert Einsteint „Az évszázad emberének” választotta a lap.

## Az év emberei

### 1927–1950
| Év   | portré | Díjazott(ak)                   | Ország             | Élettartam | Megjegyzés |
| ---- | ------ | ------------------------------ | ------------------ | ---------- | --- |
| 1927 |        | Charles Lindbergh              | Egyesült Államok   | 1902–1974  | az első „év embere”, egyben ő az eddigi legfiatalabb férfi is, akinek odaítélték a címet (25 éves korában).                                     |
| 1928 |        | Walter Chrysler                | Egyesült Államok   | 1875–1940  | A Chrysler Corporation alapítója |
| 1929 |        | Owen D. Young                  | Egyesült Államok   | 1874–1962  | |
| 1930 |        | Mahátma Gandhi                 | Brit India         | 1869–1948  | az első nem amerikai kitüntetett |
| 1931 |        | Pierre Laval                   | Franciaország      | 1883–1945  | az első európai díjazott |
| 1932 |        | Franklin D. Roosevelt          | Egyesült Államok   | 1882–1945  | |
| 1933 |        | Hugh S. Johnson                | Egyesült Államok   | 1882–1942  | |
| 1934 |        | Franklin D. Roosevelt          | Egyesült Államok   | 1882–1945  | második alkalommal (először ítélték oda a címet ugyanannak az embernek másodszor, és eddig kizárólag neki ítélték meg harmadszorra is 1941-ben) |
| 1935 |        | Hailé Szelasszié               | Etiópia            | 1892–1975  | az első afrikai |
| 1936 |        | Wallis Simpson                 | Egyesült Államok   | 1896–1986  | első női díjazott |
| 1937 |        | Csang Kaj-sek                  | Kínai Köztársaság  | 1887–1975  | az első megosztott díj |
| 1937 |        | Szung Mej-ling                 | Kínai Köztársaság  | 1898–2003  | |
| 1938 |        | Adolf Hitler                   | Harmadik Birodalom | 1889–1945  | |
| 1939 |        | Joszif Visszarionovics Sztálin | Szovjetunió        | 1878–1953  | |
| 1940 |        | Winston Churchill              | Egyesült Királyság | 1874–1965  | |
| 1941 |        | Franklin D. Roosevelt          | Egyesült Államok   | 1882–1945  | harmadik alkalommal (egyelőre senki másnak nem ítélték oda a címet 3 alkalommal)                                                                |
| 1942 |        | Joszif Visszarionovics Sztálin | Szovjetunió        | 1878–1953  | második alkalommal |
| 1943 |        | George C. Marshall             | Egyesült Államok   | 1880–1959  | |
| 1944 |        | Dwight David Eisenhower        | Egyesült Államok   | 1890–1969  | |
| 1945 |        | Harry S. Truman                | Egyesült Államok   | 1884–1972  | |
| 1946 |        | James F. Byrnes                | Egyesült Államok   | 1882–1972  | |
| 1947 |        | George C. Marshall             | Egyesült Államok   | 1880–1959  | második alkalommal |
| 1948 |        | Harry S. Truman                | Egyesült Államok   | 1884–1972  | második alkalommal |
| 1949 |        | Winston Churchill              | Egyesült Királyság | 1874–1965  | második alkalommal („a fél évszázad embere”) |
| 1950 |        | Az amerikai harcos             | Egyesült Államok   |            | az első nem valóságos vagy konkrét személy |

### 1951–1975
| Év   | portré                                | Díjazott(ak)                          | Ország                                | Élettartam                            | Megjegyzés |
| ---- | ------------------------------------- | ------------------------------------- | ------------------------------------- | ------------------------------------- | --- |
| 1951 |                                       | Mohammed Mossadegh                    | Irán                                  | 1882–1967                             | Irán miniszterelnöke 1951 és 1953 között |
| 1952 |                                       | II. Erzsébet brit királynő            | Egyesült Királyság                    | 1926–2022                             | Az Egyesült Királyság királynője 1952-től a 2022-ben bekövetkezett haláláig, mindenidők leghosszabb ideig trónon ülő brit uralkodója |
| 1953 |                                       | Konrad Adenauer                       | Nyugat-Németország                    | 1876–1967                             | |
| 1954 |                                       | John Foster Dulles                    | Egyesült Államok                      | 1888–1959                             | |
| 1955 |                                       | Harlow Curtice                        | Egyesült Államok                      | 1893–1962                             | A General Motors elnöke 1953 és 1958 között |
| 1956 |                                       | A magyar szabadságharcos              | Magyarország                          |                                       | |
| 1957 |                                       | Nyikita Szergejevics Hruscsov         | Szovjetunió                           | 1894–1971                             | |
| 1958 |                                       | Charles de Gaulle                     | Franciaország                         | 1890–1970                             | |
| 1959 |                                       | Dwight David Eisenhower               | Egyesült Államok                      | 1890–1969                             | második alkalommal |
| 1960 | Az amerikai tudósok                   | Az amerikai tudósok                   | Az amerikai tudósok                   | Az amerikai tudósok                   | Az amerikai tudósok |
| 1960 |                                       | Linus Pauling                         | Egyesült Államok                      | 1901–1994                             | |
| 1960 |                                       | Isidor Isaac Rabi                     | Egyesült Államok                      | 1898–1988                             | |
| 1960 |                                       | Teller Ede                            | Magyarország Egyesült Államok         | 1908–2003                             | |
| 1960 |                                       | Joshua Lederberg                      | Egyesült Államok                      | 1925–2008                             | |
| 1960 |                                       | Donald Arthur Glaser                  | Egyesült Államok                      | 1926–2013                             | |
| 1960 |                                       | Willard F. Libby                      | Egyesült Államok                      | 1908–1980                             | |
| 1960 |                                       | Robert Woodward                       | Egyesült Államok                      | 1917–1979                             | |
| 1960 |                                       | Charles Stark Draper                  | Egyesült Államok                      | 1901–1987                             | |
| 1960 |                                       | William Shockley                      | Egyesült Államok                      | 1910–1989                             | |
| 1960 |                                       | Emilio Segrè                          | Egyesült Államok                      | 1905–1989                             | |
| 1960 |                                       | John Franklin Enders                  | Egyesült Államok                      | 1897–1985                             | |
| 1960 |                                       | Charles Hard Townes                   | Egyesült Államok                      | 1915–2015                             | |
| 1960 |                                       | George Wells Beadle                   | Egyesült Államok                      | 1903–1989                             | |
| 1960 |                                       | James Van Allen                       | Egyesült Államok                      | 1914–2006                             | |
| 1960 |                                       | Edward Mills Purcell                  | Egyesült Államok                      | 1912–1997                             | |
| 1961 |                                       | John F. Kennedy                       | Egyesült Államok                      | 1917–1963                             | |
| 1962 |                                       | XXIII. János pápa                     | Vatikán · Olaszország                 | 1881–1963                             | A legidősebb eddigi díjazott (81 évesen), ha nem számoljuk Teng Hsziao-ping második alkalommal odaítélt címét 1985-ben (szintén 81 évesen kapta) |
| 1963 |                                       | Martin Luther King Jr.                | Egyesült Államok                      | 1929–1968                             | |
| 1964 |                                       | Lyndon B. Johnson                     | Egyesült Államok                      | 1908–1973                             | |
| 1965 |                                       | William Westmoreland                  | Egyesült Államok                      | 1914–2005                             | |
| 1966 |                                       | A huszonöt év alattiak                | Globális                              |                                       | |
| 1967 |                                       | Lyndon B. Johnson                     | Egyesült Államok                      | 1908–1973                             | második alkalommal |
| 1968 | Az űrhajósok – Az Apollo–8 legénysége | Az űrhajósok – Az Apollo–8 legénysége | Az űrhajósok – Az Apollo–8 legénysége | Az űrhajósok – Az Apollo–8 legénysége | Az űrhajósok – Az Apollo–8 legénysége |
| 1968 |                                       | Frank Borman                          | Egyesült Államok                      | 1928–2023                             | |
| 1968 |                                       | James Lovell                          | Egyesült Államok                      | 1928–                                 | |
| 1968 |                                       | William Anders                        | Egyesült Államok                      | 1933–2024                             | |
| 1969 |                                       | A közép-amerikaiak                    | Egyesült Államok                      |                                       | |
| 1970 |                                       | Willy Brandt                          | Nyugat-Németország                    | 1913–1992                             | |
| 1971 |                                       | Richard Nixon                         | Egyesült Államok                      | 1913–1994                             | Nixon 1969 és 1974 között volt az Egyesült Államok elnöke. 1971-ben Nixon kivonta az amerikai dollárt az aranyszabványból, kiváltva ezzel a Nixon-sokkot, létrehozta a Gazdasági Stabilizációs Programot, és újranyitotta a kapcsolatokat a kommunista Kínával |
| 1972 |                                       | Richard Nixon                         | Egyesült Államok                      | 1913–1994                             | második alkalommal, az első és eddig egyetlen, akinek egymást követő években ítélték oda a címet |
| 1972 |                                       | Henry Kissinger                       | Egyesült Államok                      | 1923–2023                             | Nobel-békedíjas németországi születésű amerikai diplomata, politikus, politológus, író és történész. |
| 1973 |                                       | John Sirica                           | Egyesült Államok                      | 1904–1992                             | A Watergate-botrány során főügyészként fontos szerepe volt, hogy a hangfelvételeket a Fehér Ház átadja. |
| 1974 |                                       | Fejszál szaúdi király                 | Szaúd-Arábia                          | 1906–1975                             | |
| 1975 | Az amerikai nők                       | Az amerikai nők                       | Az amerikai nők                       | Az amerikai nők                       | Az amerikai nők |
| 1975 |                                       | Betty Ford                            | Egyesült Államok                      | 1918–2011                             | |
| 1975 |                                       | Carla Anderson Hills                  | Egyesült Államok                      | 1934–                                 | |
| 1975 |                                       | Ella T. Grasso                        | Egyesült Államok                      | 1919–1981                             | |
| 1975 |                                       | Barbara Jordan                        | Egyesült Államok                      | 1936–1996                             | |
| 1975 |                                       | Susie Sharp                           | Egyesült Államok                      | 1907–1996                             | |
| 1975 |                                       | Jill Ker Conway                       | Egyesült Államok                      | 1934–2018                             | |
| 1975 |                                       | Billie Jean King                      | Egyesült Államok                      | 1943–                                 | |
| 1975 |                                       | Susan Brownmiller                     | Egyesült Államok                      | 1935–                                 | |
| 1975 |                                       | Addie L. Wyatt                        | Egyesült Államok                      | 1924–2012                             | |
| 1975 |                                       | Kathleen Byerly                       | Egyesült Államok                      | 1944–                                 | |
| 1975 |                                       | Carol Sutton                          | Egyesült Államok                      | 1933–1985                             | |
| 1975 |                                       | Alison Cheek                          | Egyesült Államok                      | 1927–2019                             | |

### 1976–1989
| Év   |  | Díjazott(ak)                  | Ország           | Élettartam | Megjegyzés |
| ---- |  | ----------------------------- | ---------------- | ---------- | --- |
| 1976 |  | Jimmy Carter                  | Egyesült Államok | 1924–2024  | az Amerikai Egyesült Államok 39. elnöke |
| 1977 |  | Anvar Szádát                  | Egyiptom         | 1918–1981  | Egyiptomi politikus, katonatiszt, Egyiptom harmadik elnöke 1970-től 1981-es meggyilkolásáig                                                          |
| 1978 |  | Teng Hsziao-ping              | Kína             | 1904–1997  | kínai reformer kommunista politikus |
| 1979 |  | Ruholláh Homeini              | Irán             | 1902–1989  | az 1979-es iráni forradalom egyik vezéralakja |
| 1980 |  | Ronald Reagan                 | Egyesült Államok | 1911–2004  | |
| 1981 |  | Lech Wałęsa                   | Lengyelország    | 1943–      | Nobel-békedíjas lengyel politikus, a Szolidaritás (lengyelül Solidarność) szakszervezeti mozgalom egyik alapítója, volt lengyel államfő (1990–1995). |
| 1982 |  | A személyi számítógép         |                  |            | az első „nem emberi” díjazott |
| 1983 |  | Ronald Reagan                 | Egyesült Államok | 1911–2004  | második alkalommal |
| 1983 |  | Jurij Vlagyimirovics Andropov | Szovjetunió      | 1914–1984  | orosz nemzetiségű szovjet politikus, a Szovjetunió Kommunista Pártja (SZKP) főtitkára                                                                |
| 1984 |  | Peter Ueberroth               | Egyesült Államok | 1937–      | Az 1984. évi nyári olimpiai játékok fő szervezője |
| 1985 |  | Teng Hsziao-ping              | Kína             | 1904–1997  | második alkalommal |
| 1986 |  | Corazón Aquino                | Fülöp-szigetek   | 1933–2009  | megdöntötte Ferdinand Marcos tekintélyelvű rendszerét, és visszaállította a demokráciát a Fülöp-szigeteken.                                          |
| 1987 |  | Mihail Szergejevics Gorbacsov | Szovjetunió      | 1931–2022  | Reformkísérletei a hidegháború végéhez vezettek, és végül a kommunista rendszer bukását, a Szovjetunió széthullását eredményezték.                   |
| 1988 |  | A veszélyeztetett Föld        | Globális         |            | „Az év bolygója” |
| 1989 |  | Mihail Szergejevics Gorbacsov | Szovjetunió      | 1931–2022  | második alkalommal |

### 1990-es évek
| Év   | portré | Díjazott(ak)       | Ország                                        | Élettartam | Megjegyzés |
| ---- | ------ | ------------------ | --------------------------------------------- | ---------- | --- |
| 1990 |        | George H. W. Bush  | Egyesült Államok                              | 1924–2018  | Az Egyesült Államok elnöke, aki felügyelte az amerikai csapatok részvételét az Öbölháború során (1990-1991).           |
| 1991 |        | Ted Turner         | Egyesült Államok                              | 1938–      | A CNN alapítója. |
| 1992 |        | Bill Clinton       | Egyesült Államok                              | 1946–      | Az 1992-es elnökválasztás során az Egyesült Államok elnökének választották.                                            |
| 1993 |        | A békéért dolgozók | Izrael · Palesztina · Dél-afrikai Köztársaság |            | Köztük van Nelson Mandela (1918–2013), F. W. de Klerk (1936–), Jasszer Arafat (1929–2004) és Jichák Rabin (1922–1995). |
| 1994 |        | II. János Pál pápa | Vatikán · Lengyelország                       | 1920–2005  | Az első lengyel választott vezetője a római katolikus egyháznak 1978 és 2005 között.                                   |
| 1995 |        | Newt Gingrich      | Egyesült Államok                              | 1943–      | A „republikánus forradalom” vezetője.                                                                                  |
| 1996 |        | David Ho           | Tajvan · Egyesült Államok                     | 1952–      | Az AIDS-kutatásban elért áttöréséért.                                                                                  |
| 1997 |        | Andy Grove         | Magyarország · Egyesült Államok               | 1936–2016  | Az Intel elnök-vezérigazgatója.                                                                                        |
| 1998 |        | Bill Clinton       | Egyesült Államok                              | 1946–      | Második alkalommal |
| 1998 |        | Ken Starr          | Egyesült Államok                              | 1946–      | A Monica Lewinsky-botrány során főszerepet játszott, hogy végül Bill Clinton ellen vádat emeltek.                      |
| 1999 |        | Jeff Bezos         | Egyesült Államok                              | 1964–      | Az Amazon.com alapítója és vezérigazgatója.                                                                            |

### 2000-es évek
| Év   | portré | Díjazott(ak)               | Ország                      | Élettartam | Megjegyzés |
| ---- | ------ | -------------------------- | --------------------------- | ---------- | --- |
| 2000 |        | George W. Bush             | Egyesült Államok            | 1946–      | A 2000-es elnökválasztás során az Egyesült Államok elnökének választották. |
| 2001 |        | Rudy Giuliani              | Egyesült Államok            | 1944–      | Giuliani volt New York City polgármestere a 2001. szeptember 11-ei terrortámadásokkor. |
| 2002 |        | Az informátorok            | Egyesült Államok            |            | „Az informátorok” megnevezés alatt három amerikai nő, Coleen Rowley, Cynthia Cooper és Sherron Watkins 2001 és 2002 közötti, a könyvelési csalásokban való leleplezői szerepét értjük. |
| 2003 |        | Az amerikai katona         | Egyesült Államok            |            | Az amerikai katonák részére, akik képviselik az amerikai haderőt szerte a világban, különösen az iraki háború alatt (2003–2011). (másodszorra) |
| 2004 |        | George W. Bush             | Egyesült Államok            | 1946–      | Bush volt az, akit a 2004-es amerikai elnökválasztás során újraválasztottak és felügyelte az amerikai részvételt az iraki háborúban. (másodszorra) |
| 2005 |        | Az irgalmas szamaritánusok | Írország · Egyesült Államok |            | Bono, Bill Gates és Melinda Gates munkájának. Bono híres emberbarát és a U2 énekese, aki fellépett és segített megszervezni a 2005-ös Live 8 koncertsorozatot. Bill Gates a Microsoft alapítója és a világ egyik leggazdagabb embere, aki feleségével közösen hozta létre a Bill & Melinda Gates Alapítványt. |
| 2006 |        | Te                         | Globális                    |            | A Time szerint mindenki az év embere, aki alakítja és formálja a digitális társadalmat. A magazin borítóján a kép helyén egy tükröződő felület van, így a képen mindenki önmagát láthatja. |
| 2007 |        | Vlagyimir Putyin           | Oroszország                 | 1952–      | 2007-es orosz elnöki tevékenységéért. |
| 2008 |        | Barack Obama               | Egyesült Államok            | 1961–      | A 2008-as elnökválasztás során az Egyesült Államok elnökének választották, így ő lett az Államok első afroamerikai elnöke. |
| 2009 |        | Ben Bernanke               | Egyesült Államok            | 1953–      | A Federal Reserve elnöke a 2008-as gazdasági világválság idején. |

### 2010-es évek
| Év   | portré | Díjazott(ak)                                                             | Ország              | Élettartam | Megjegyzés |
| ---- | ------ | ------------------------------------------------------------------------ | ------------------- | ---------- | --- |
| 2010 |        | Mark Zuckerberg                                                          | Egyesült Államok    | 1984–      | Az egyik legnagyobb közösségi médiának számító Facebook alapításáért. (26 éves korában ítélték neki a címet, így a második legfiatalabb Charles Lindbergh után.)                      |
| 2011 |        | A Tüntető                                                                | Globális            |            | Minden tüntető számára, többek között az arab tavasz, a Wall Streetet elfoglaló mozgalom résztvevői, valamint a görög és a moszkvai tüntetők részére.                                 |
| 2012 |        | Barack Obama                                                             | Egyesült Államok    | 1961–      | A 2012-es amerikai elnökválasztás során újra az Egyesült Államok elnökének választották. (másodszorra)                                                                                |
| 2013 |        | Ferenc pápa                                                              | Vatikán · Argentína | 1936–2025  | Az első argentin választott vezetője a római katolikus egyháznak. |
| 2014 |        | Az ebola ellen harcolók                                                  | Globális            |            | Azon egészségügyi dolgozók és minden olyan ember részére, akik segítettek a Nyugat-afrikai Ebola-járvány terjedésének megállításában.                                                 |
| 2015 |        | Angela Merkel                                                            | Németország         | 1954–      | 2005-2021 között Németország kancellári tisztségét betöltő elismert politikai vezető, aki nagy szerepet vállalt a görög gazdasági válság és az európai migrációs krízis megoldásában. |
| 2016 |        | Donald Trump                                                             | Egyesült Államok    | 1946–      | 2016-ban megválasztották az Amerikai Egyesült Államok első politikai vagy katonai háttér nélküli elnökévé. A magazin az „Amerikai Megosztott Államok elnökének” nevezte.              |
| 2017 |        | MeToo-kampányt indító és abban megnyilvánuló szexuáliszaklatás-áldozatok | Egyesült Államok    |            | Ashley Judd, Susan Flower, Adama Iwu, Taylor Swift és Isabel Pascual. |
| 2018 |        | „Az őrzők”                                                               | Globális            |            | Áldozattá vált újságírók (Jamal Khashoggi, Maria Ressa, Wa Lone, Kyaw Soe és a Capital Gazette újságírói).                                                                            |
| 2019 |        | Greta Thunberg                                                           | Svédország          | 2003–      | Környezetvédelmi aktivista, egyben ő az eddigi legfiatalabb nő is, akinek odaítélték a címet (16 éves korában).                                                                       |

### 2020-as évek
| Év   | Portré | Díjazott(ak)                          | Ország           | Élettartam  | Megjegyzés |
| ---- | ------ | ------------------------------------- | ---------------- | ----------- | --- |
| 2020 |        | Joe Biden és Kamala Harris            | Egyesült Államok | 1942– 1964– | Az USA megválasztott elnöke, illetve alelnöke. Harris az első nő, aki ezt a tisztséget betöltheti. |
| 2021 |        | Elon Musk                             | Egyesült Államok | 1971–       | Nagyvállalkozó és multimilliárdos újító, a világ egyik leggazdagabb embere. Nevéhez fűződnek a Zip2, az X.com, a PayPal, a SpaceX, a Tesla Inc., a SolarCity, a The Boring Company, a Neuralink vállalkozások, a Starlink projekt és a Hyperloop megtervezése. |
| 2022 |        | Volodimir Zelenszkij és Ukrajna lelke | Ukrajna          | 1978–       | Ukrajna elnöke. Az „Ukrajna lelke” az ukrán népet és az ukrán ellenállást jelképezi. |
| 2023 |        | Taylor Swift                          | Egyesült Államok | 1989–       | Tizenkétszeres Grammy-díjas amerikai énekes-dalszerző |
| 2024 |        | Donald Trump                          | Egyesült Államok | 1946–       | 2024-ben Trumpot újraválasztották az Egyesült Államok elnökévé, legyőzve a hivatalban lévő alelnököt, Kamala Harrist. Grover Cleveland 1892-es elnökválasztása után ő lett a második elnök, aki két nem egymást követő ciklusban győzött.                      |